# Campbellton (Florida)
Campbellton ist eine Stadt im Jackson County im US-Bundesstaat Florida. Das U.S. Census Bureau hat bei der Volkszählung 2020 eine Einwohnerzahl von 191 ermittelt. 

## Geographie
Campbellton liegt rund 25 km nordwestlich von Marianna sowie etwa 100 km nordwestlich von Tallahassee.

## Geschichte
Eine erste Bahnstrecke über Campbellton wurde 1908 von der Atlanta and St. Andrews Bay Railroad (ASAB) eröffnet, die von Panama City über Cottondale bis nach Dothan (Alabama) führt. Die ASAB ging 1994 in der Bay Line Railroad auf. Eine Stichstrecke der Louisville and Nashville Railroad (L&N) verband Campbellton von 1971 bis Mitte der 1990er Jahre zudem mit Graceville, wo Anschluss an eine weitere Strecke der L&N nach Samson bzw. Georgiana in Alabama existierte. Beide Strecken der L&N wurden mittlerweile stillgelegt.

## Demographische Daten
Laut der Volkszählung 2010 verteilten sich die damaligen 230 Einwohner auf 118 Haushalte. Die Bevölkerungsdichte lag bei 100 Einw./km². 33,9 % der Bevölkerung bezeichneten sich als Weiße, 64,8 % als Afroamerikaner und 0,4 % als Asian Americans. 0,9 % gaben die Angehörigkeit zu mehreren Ethnien an. 0,4 % der Bevölkerung bestand aus Hispanics oder Latinos.
Im Jahr 2010 lebten in 31,3 % aller Haushalte Kinder unter 18 Jahren sowie 33,3 % aller Haushalte Personen mit mindestens 65 Jahren. 67,7 % der Haushalte waren Familienhaushalte (bestehend aus verheirateten Paaren mit oder ohne Nachkommen bzw. einem Elternteil mit Nachkomme). Die durchschnittliche Größe eines Haushalts lag bei 2,32 Personen und die durchschnittliche Familiengröße bei 2,87 Personen.
26,1 % der Bevölkerung waren jünger als 20 Jahre, 20,8 % waren 20 bis 39 Jahre alt, 28,3 % waren 40 bis 59 Jahre alt und 24,7 % waren mindestens 60 Jahre alt. Das mittlere Alter betrug 43 Jahre. 47,8 % der Bevölkerung waren männlich und 52,2 % weiblich.
Das durchschnittliche Jahreseinkommen lag bei 24.821 $, dabei lebten 14,9 % der Bevölkerung unter der Armutsgrenze.
Im Jahr 2000 war englisch die Muttersprache von 100 % der Bevölkerung.

## Verkehr
Campbellton wird vom U.S. Highway 231 (SR 75) sowie den Florida State Roads 2 und 273 durchquert. Der nächste Flughafen ist der Dothan Regional Airport (rund 40 km nördlich).